# Strážnice
Strážnice (en allemand : Straßnitz) est une ville du district de Hodonín, dans la région de Moravie-du-Sud, en Tchéquie. Sa population s'élevait à 5 361 habitants en 2024. Le centre historique de la ville est bien conservé et est protégé par la loi en tant que zone monumentale urbaine.

## Géographie
Strážnice se trouve à 15 km à l'est-nord-est de Hodonín, à 62 km au sud-est de Brno et à 246 km au sud-est de Prague.
La commune est limitée par Bzenec au nord, par Vnorovy, Kněždub et Tvarožná Lhota à l'est, par Radějov au sud-est, par Sudoměřice au sud, et par Petrov et Vracov à l'ouest.

## Histoire
La première mention écrite de la localité date du XIIIe siècle.

## Galerie

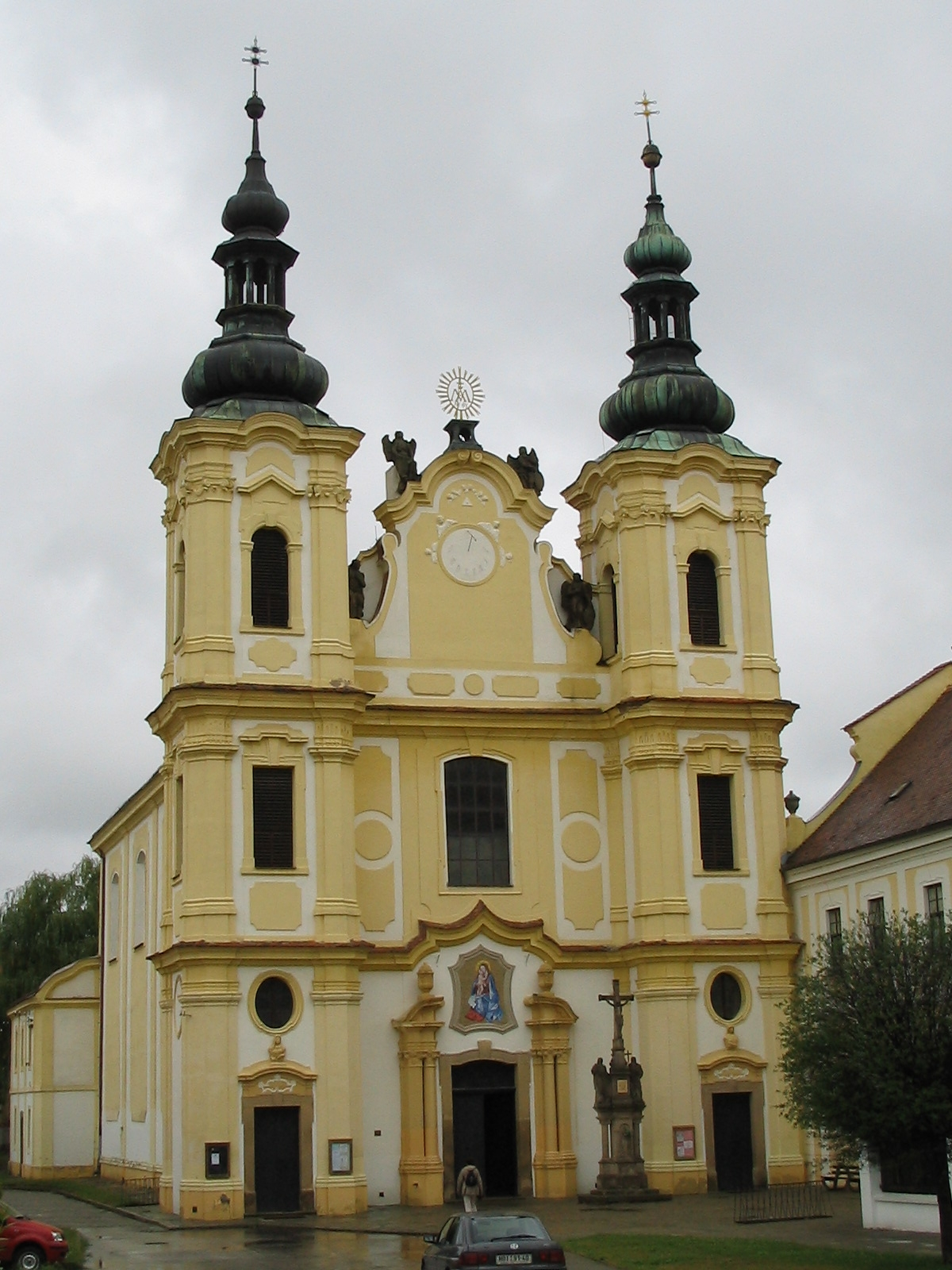
Église de l'Assomption de Vierge Marie (Klášterní kostel Nanebevzetí P. Marie)
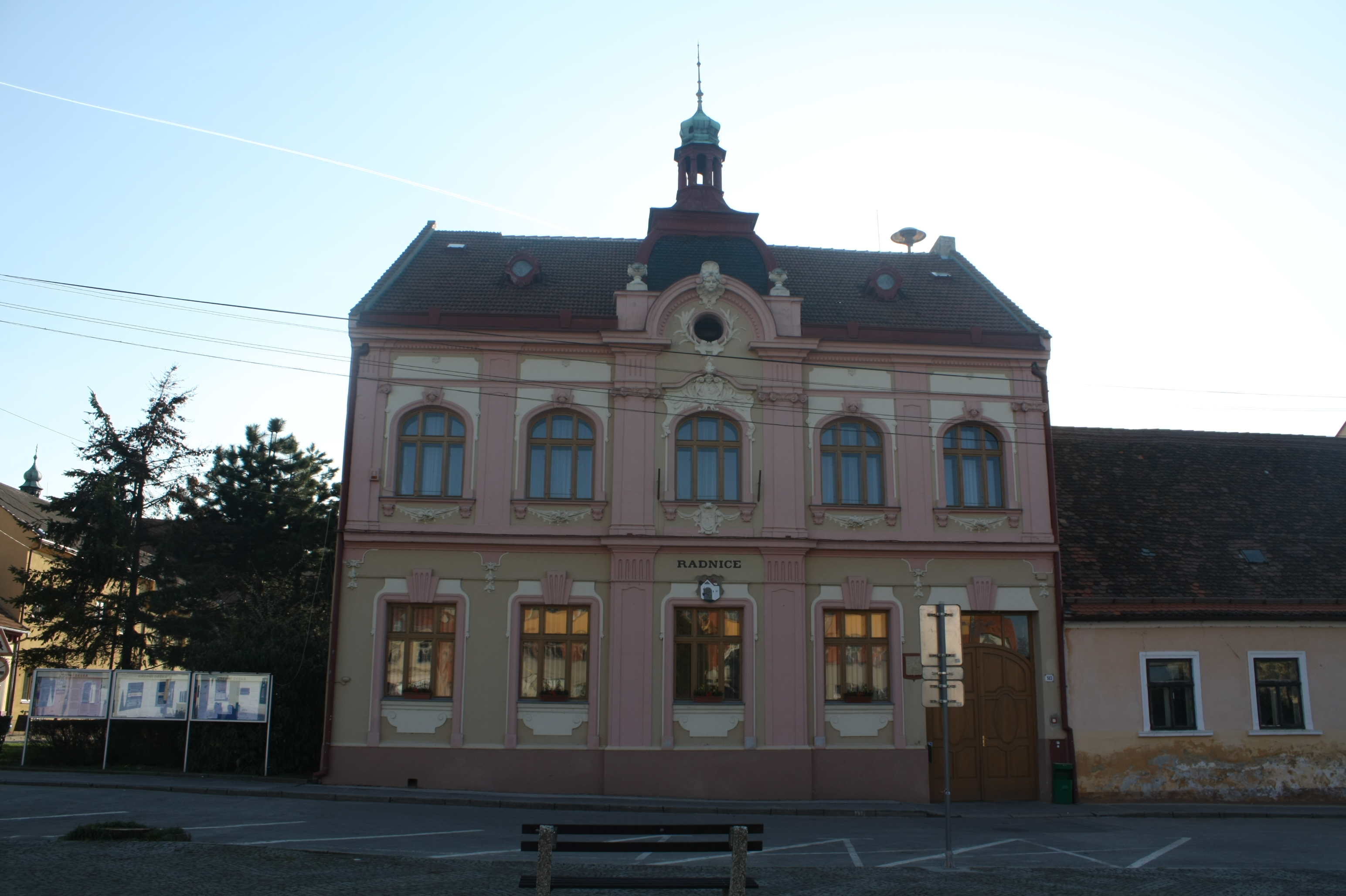
mairie (radnice)
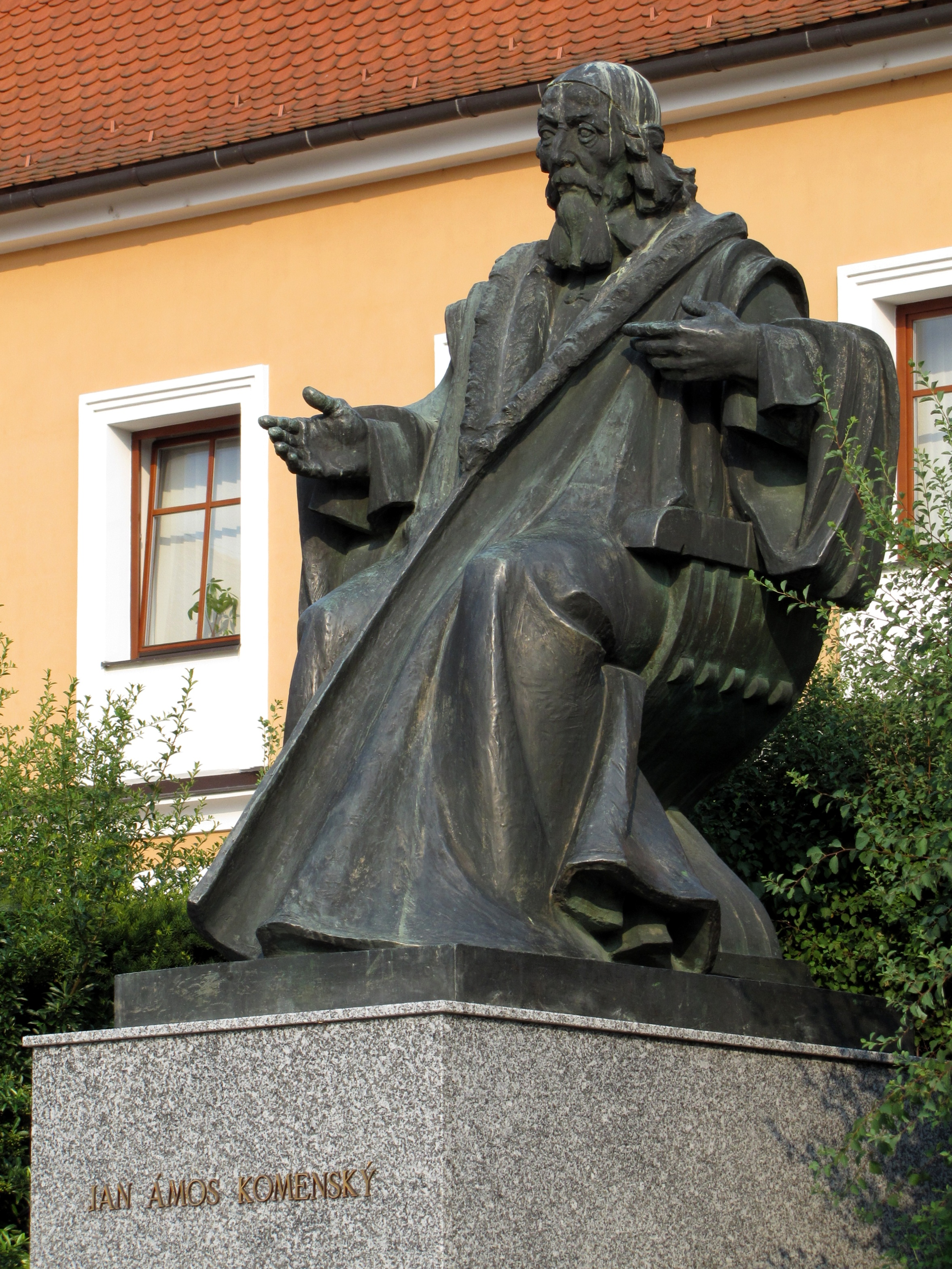
statue à J. A. Comenius (socha J. A. Komenského)
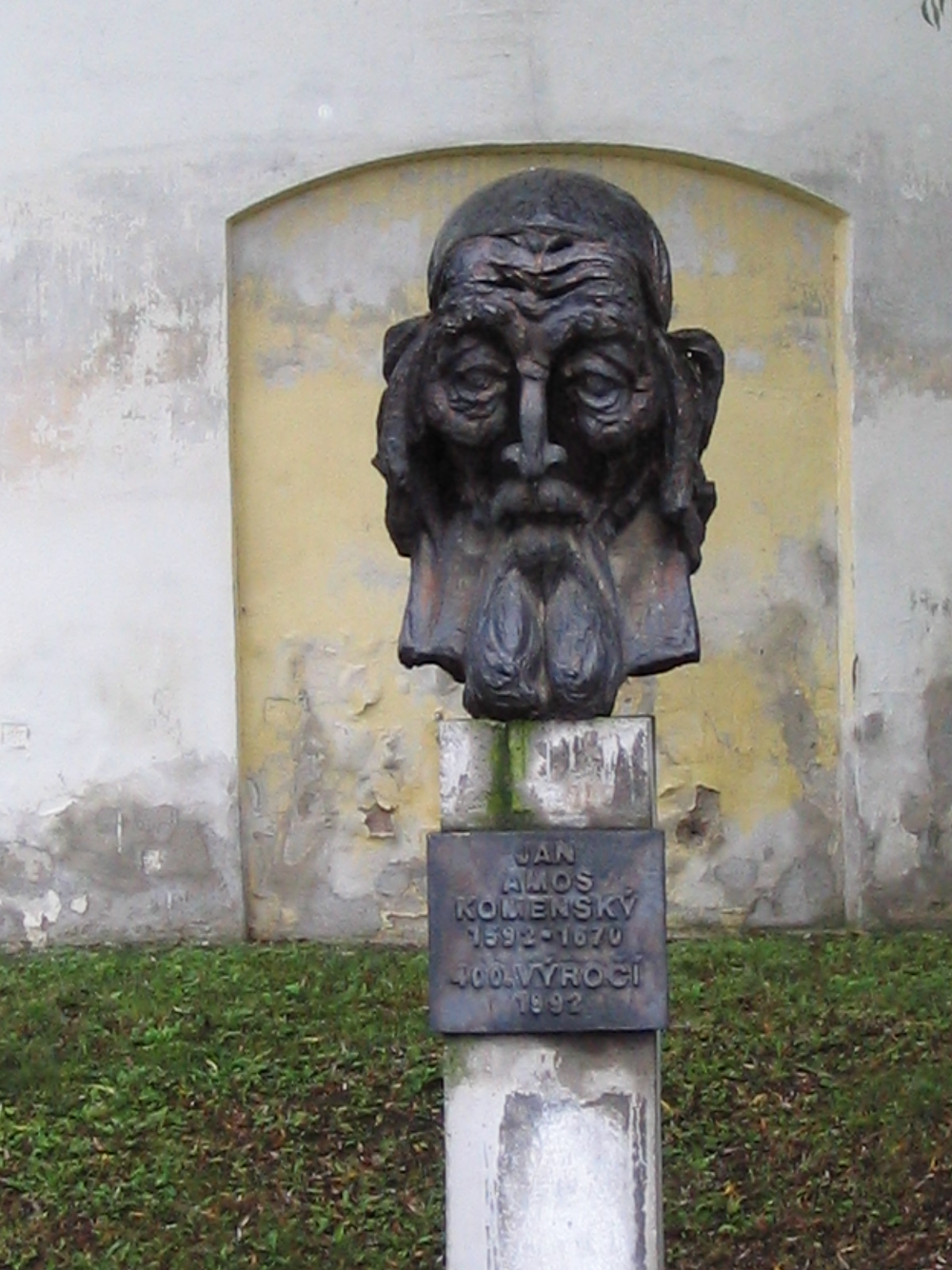
monument à J. A. Comenius (památník J. A. Komenského)
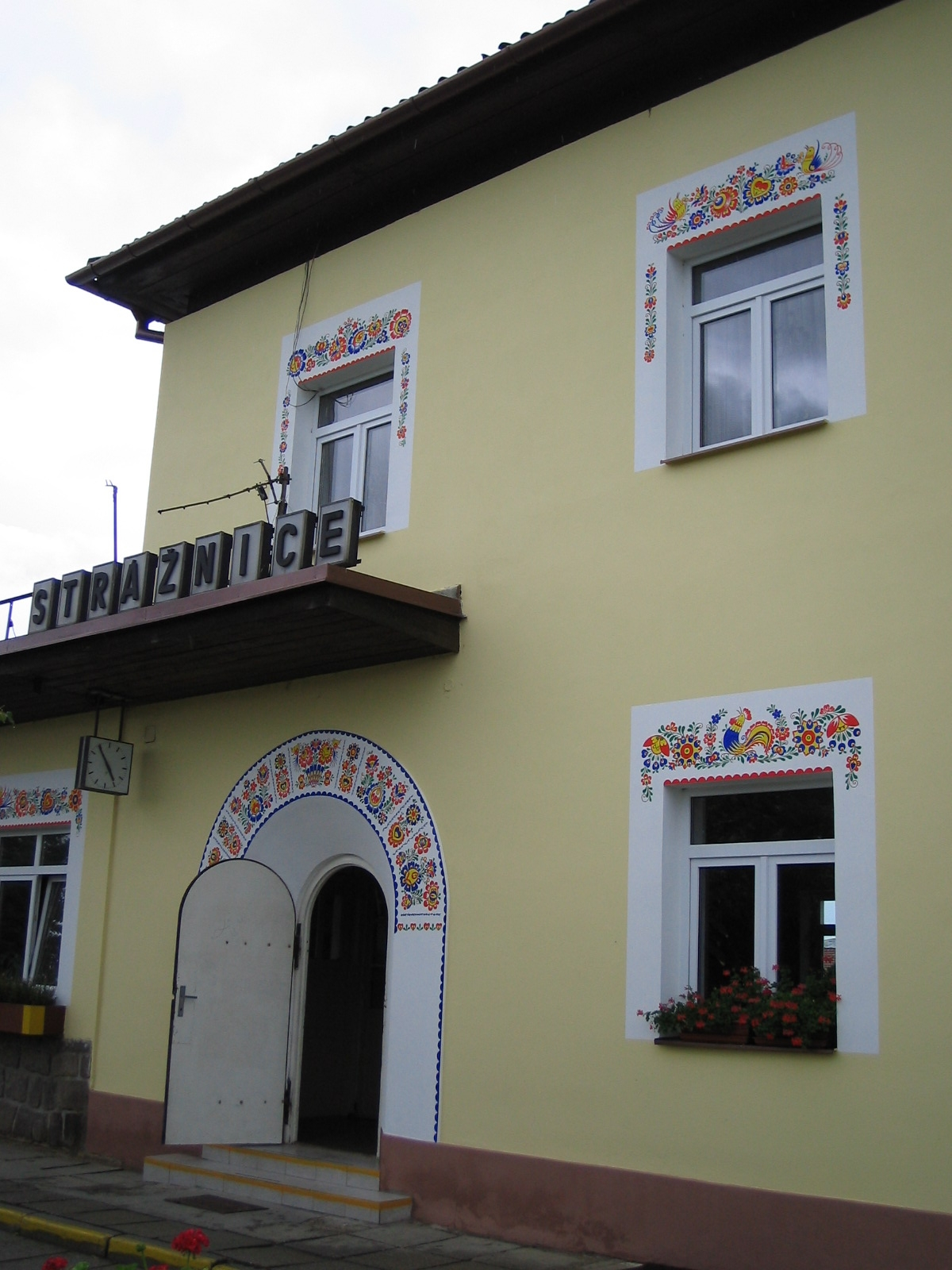
gare (vlakové nádraží)
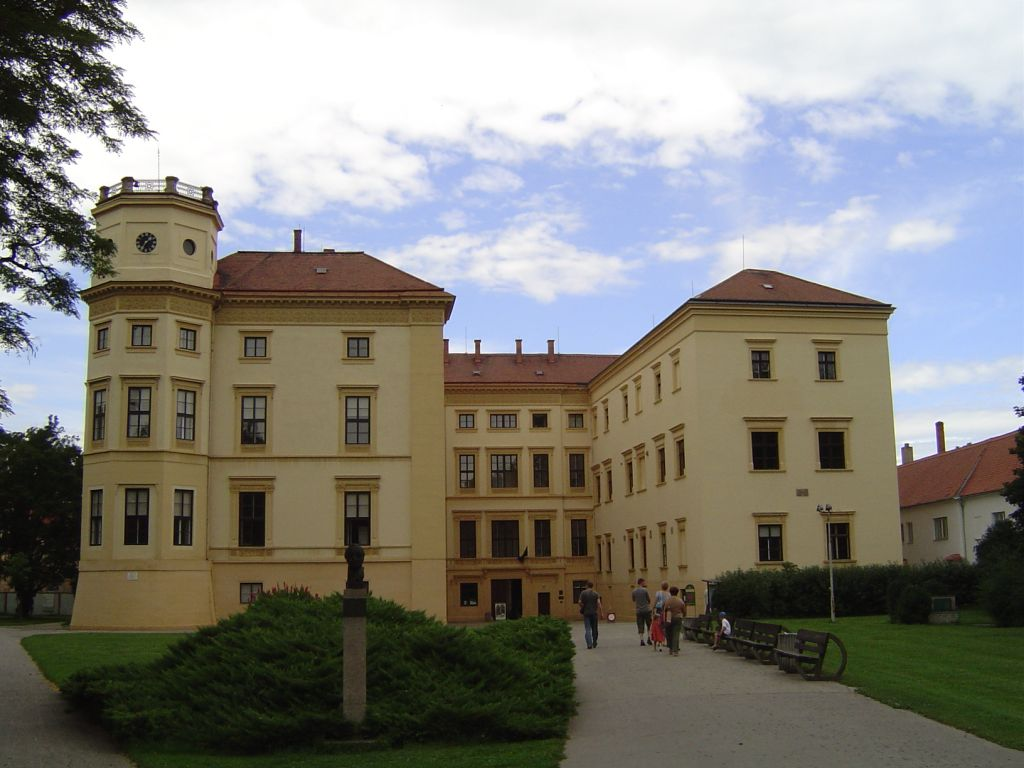
Château (Strážnický zámek)
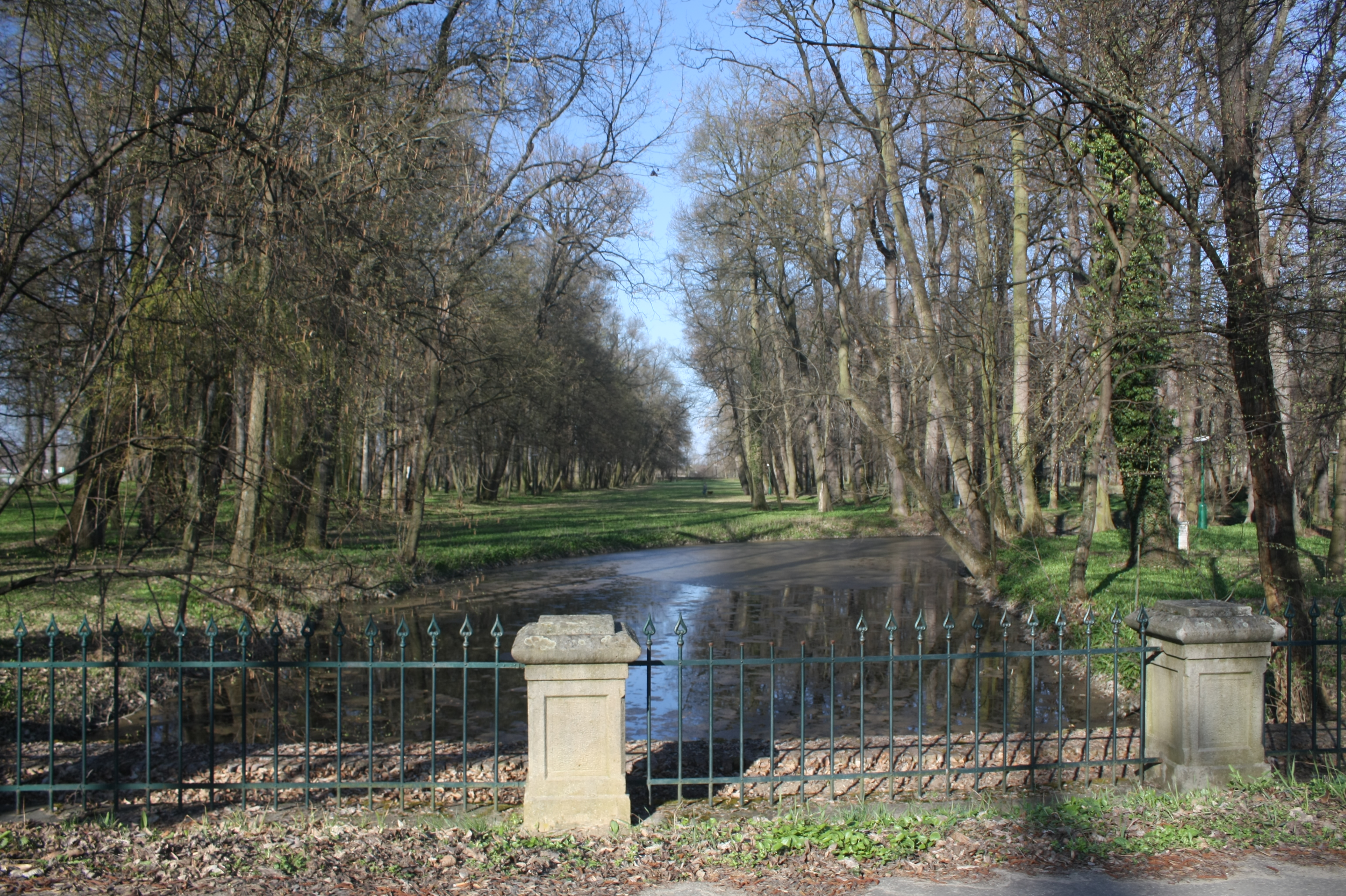
Parc du Château (Zámecký park)
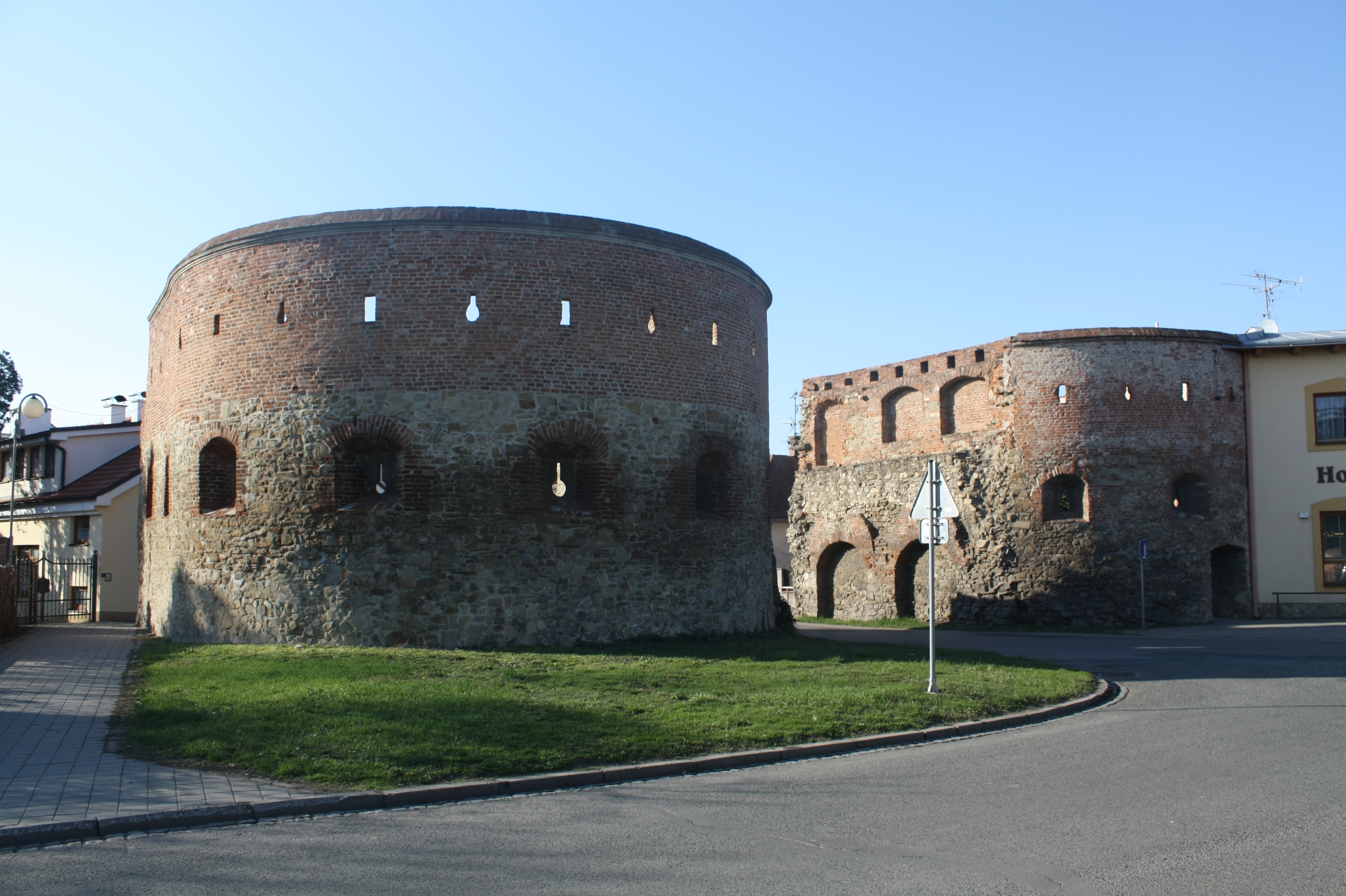
porte (Veselská brána)
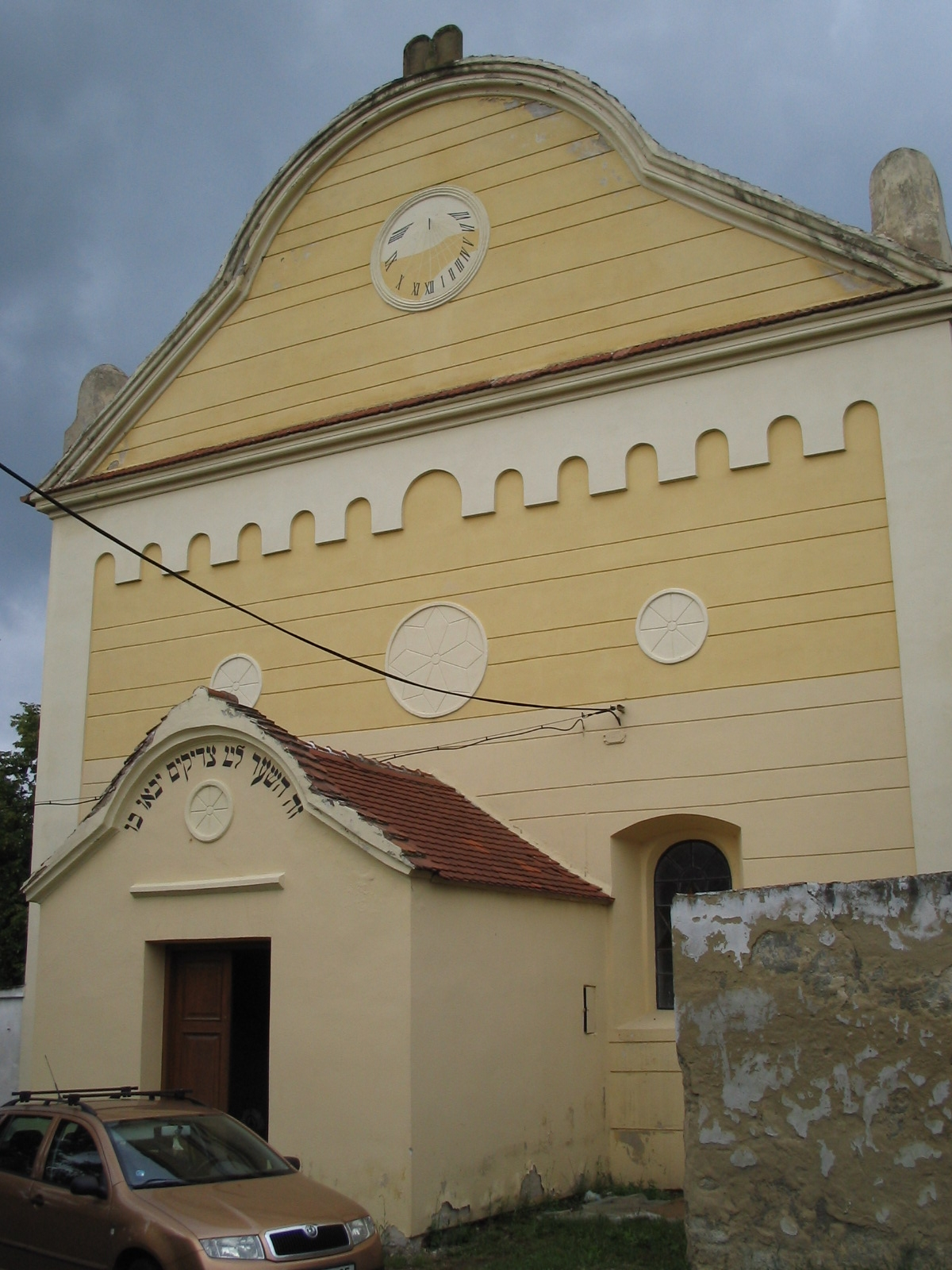
synagogue (synagoga)
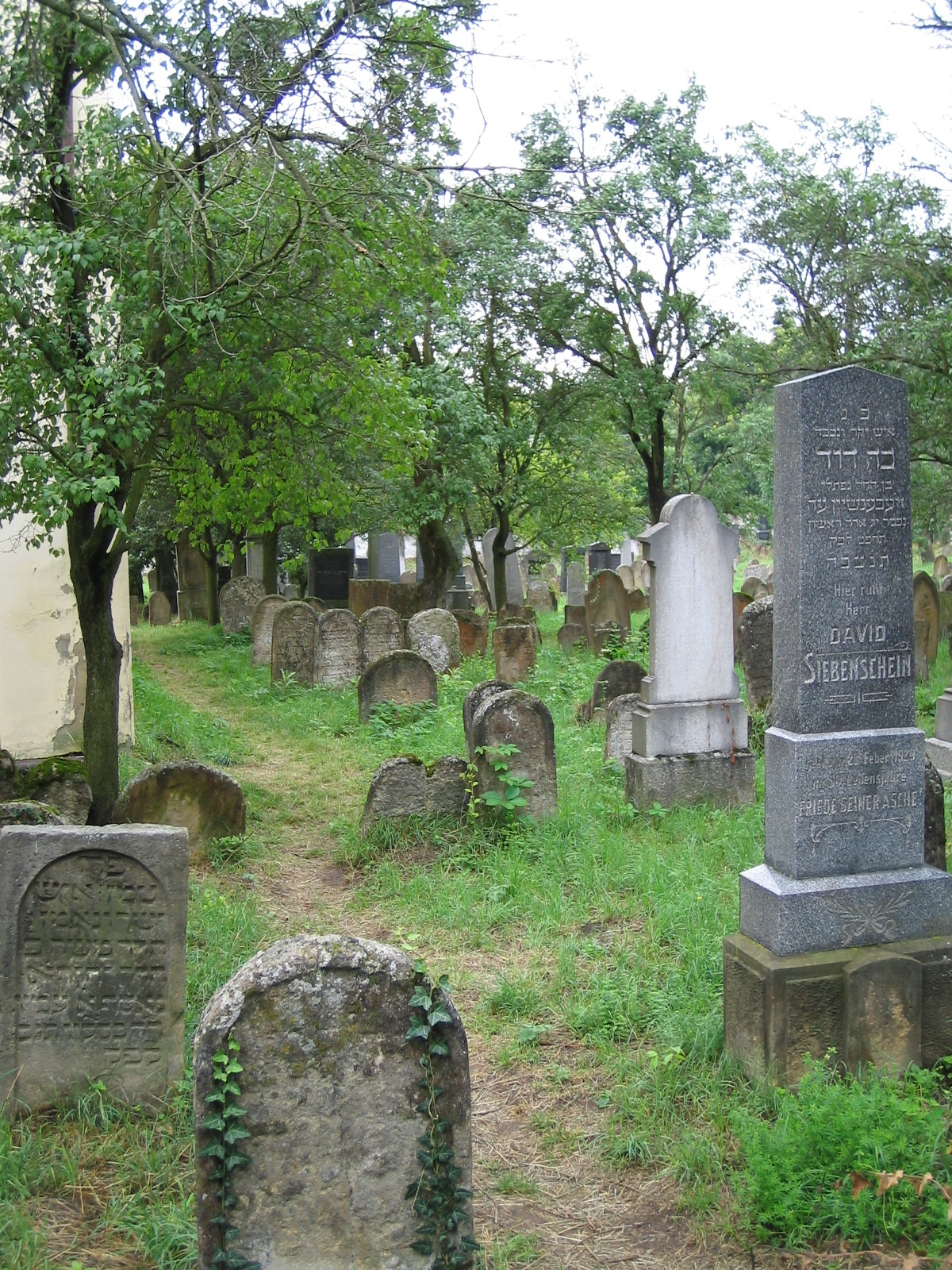
Le cimetière juif (Židovský hřbitov)
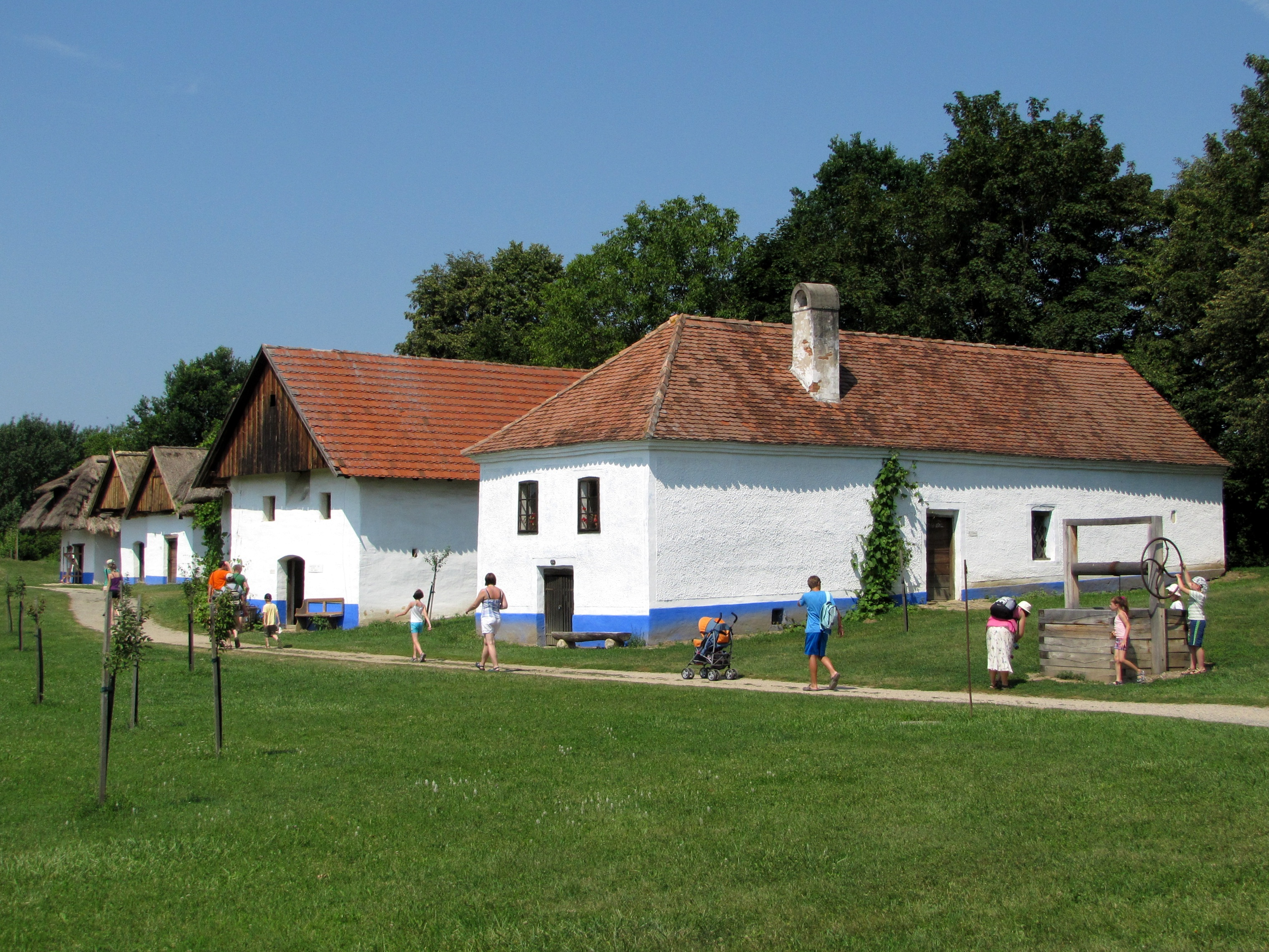
Musée du village de la Moravie du Sud-Est de plein air (Muzeum vesnice jihovýchodní Moravy)